# Tim Hellwig
Tim Hellwig (født 1999) er en tysk triatlet.

## Karriere
I maj kvalificerede han sig til sommer-OL 2024 Paris ved at blive nummer syv i de olympiske forsøg i Paris. Han sluttede på en 18. plads i mændenes triatlon ved sommer-OL i Paris, og vandt stafetten for Tyskland sammen med Lisa Tertsch, Lasse Lührs og Laura Lindemann.